# Davis (Wirginia Zachodnia)
Davis – miasto w Stanach Zjednoczonych, w stanie Wirginia Zachodnia, w hrabstwie Tucker.